# Wilhelm Rosenlew
Fredrik Wilhelm Rosenlew, född 24 december 1831 i Björneborg, död 29 mars 1892, var en finländsk industrialist. 

## Släktbakgrund
Rosenlew tillhörde en svensk och finsk adelsätt härstammande från Västpreussen, troligen från kretsen Schlawe. Rosenlew-ättens första medlem, Ertman von Schlow eller Vanzelow, var i svensk officerstjänst 1639-1690, sist som kommendant och major på Nymünde befästning i Riga, där han även dog och begravdes 1690. Han adlades Rosenlew 1683. Från 1652 ägde han säteriet Paddais i Sagu i Finland.

## W. Rosenlew & Co
Ertman Rosenlews ättling i femte led Wilhelm Rosenlew ärvde en betydande förmögenhet av sin far som varit köpman och redare i Björneborg.  Wilhelm Rosenlew grundade 1853 bolaget W. Rosenlew & Co, som han utvecklade till ett storföretag. Som kompanjon hade han brodern Carl Peter Rosenlew (1833-1899). I företagets ledning ingick senare flera ättlingar till grundaren, bland annat sönerna Carl Rosenlew (1873-1942), som var VD 1916-40, och Erik Rosenlew (1877-1952). Den senares son Sven-Erik Rosenlew (1902-1963) var VD 1969-1977 och koncernchef samt styrelseordförande 1977-1987.

## Oy W. Rosenlew Ab
Rosenlew var ett bolag inom skogs- metall- och plastförpackningsindustrin. Grundaren Wilhelm Rosenlew koncentrerade sig till en början på sågrörelse men 1877 inköptes Björneborgs mekaniska verkstad, där senare bland annat hushållsmaskiner och skördetröskor tillverkades. År 1921 fusionerades J.C. Frenckell & Son med bolaget varvid dess ägare inträdde som delägare i företaget Rosenlew. Det pappersbruk i Tammerfors som ingått i firman Frenckell  flyttades till Björneborg.  
Företaget fusionerades 1987 med Rauma-Repola Oy.